# Elisabetta Spinelli
Elisabetta Spinelli (Milano, 24 marzo 1965) è una doppiatrice e direttrice del doppiaggio italiana.

## Carriera
Lavora principalmente nel doppiaggio a Milano. Deve il suo successo al personaggio di Sailor Moon dell'omonima serie che l'ha fatta conoscere al grande pubblico.
Tra i molti personaggi è ricordata anche per Miki in Piccoli problemi di cuore, Melissa in Cortili del cuore, Luce in Magic Knight Rayearth, Bibi in One Piece, Winry Rockbell in Fullmetal Alchemist, Lory in Tokyo Mew Mew - Amiche vincenti, Lucia Nanami in Mermaid Melody - Principesse sirene, Angol Mois in Keroro, Chichi in Dragon Ball, Kazuha Toyama in Detective Conan, Runo Misaki in Bakugan - Battle Brawlers e Kitty Katswell in T.U.F.F. Puppy.
Al cinema ha doppiato Reese Witherspoon nel film Quando l'amore brucia l'anima - Walk the Line per il quale l'attrice ha vinto il premio Oscar come miglior protagonista femminile.
Dal 2022 è presidente dell'ADAP (Associazioni Doppiatori Attori Pubblicitari).

## Doppiaggio

### Film
- Manuela Velasco in Rec, Rec 2, Rec 4: Apocalypse
- Reese Witherspoon in Quando l'amore brucia l'anima - Walk the Line
- Lucy Liu in Detachment - Il distacco
- Beata Ben Ammar in L'ultima legione
- Zora Holt in Tredici sotto un tetto
- Lark Voorhies in Due sballati al college
- Tegan Moss in Il dottor Dolittle 5
- Valérie Dréville in Elles
- Anne Heche in Il Natale più bello di sempre
- Reiko Takashima in Space Battleship Yamato
- Maria de Medeiros in Pollo alle prugne
- Rachel Skarsten in Fear of the Dark
- Cheng Pei-pei in Le implacabili lame di rondine d'oro (doppiaggio tardivo)
- Kaitlyn Wong in Wrong Turn 4 - La montagna dei folli
- Bárbara Goenaga in Timecrimes
- Frédérique Bel in Solo un bacio per favore
- Caitlin Stasey in All Cheerleaders Die
- Marie Delphin in Dorm Daze - Un college di svitati
- Claude Farell in La tragedia del Titanic
- Maya Hazen in Shrooms - Trip senza ritorno'
- Elizabeth Berkley in S. Darko
- Shirley Henderson in 24 Hour Party People
- Heidi Swedberg in Dennis colpisce ancora
- Keri Russell in Mad About Mambo
- Sarah Messens in Una promessa

### Film tv
- Janet Varney in Best Player
- Ellen Page in Going for broke - Una vita in gioco
- Tegan Moss in 12 Mile Road
- Tammin Sursok in Spectacular!
- Michelle Trachtenberg in Il pontile di Clausen
- Zora Holt in Tredici sotto un tetto
- Catherine Sutherland in Power Rangers - Una volta e per sempre

### Serie televisive
- Jessica Makinson e Charlene Amoia in iCarly
- Alyson Hannigan in How I Met Your Mother
- Carole Ann Ford in Doctor Who
- Natalie Zea in Under the Dome
- Mamie Gummer in Emily Owens, M.D.
- Alex Appel in Missing
- Rebecca Mader in Hawaii Five-0
- Sabrina Seara in Isa TVB
- Amy Hargreaves in Tredici
- Sheridan Pierce in Dear white people
- Tamlyn Tomita in Cobra Kai
- Agnes Llobet in Una vita
- Maite Perroni in Oscuro desiderio
- Ayaka Miyoshi in Alice in Borderland
- Aoibhinn McGinnity in Vikings: Valhalla

### Film d'animazione
- Chichi in Dragon Ball Z - La vendetta divina (2º doppiaggio), Dragon Ball Z - Il più forte del mondo (2º doppiaggio), Dragon Ball Z - La grande battaglia per il destino del mondo (2º doppiaggio), Dragon Ball Z - La sfida dei guerrieri invincibili (2º doppiaggio), Dragon Ball Z - Il destino dei Saiyan (2º doppiaggio), Dragon Ball Z - I tre Super Saiyan (2º doppiaggio), Dragon Ball Z - Il Super Saiyan della leggenda (2º doppiaggio), Dragon Ball Z - La minaccia del demone malvagio (2º doppiaggio), Dragon Ball Z - Il diabolico guerriero degli inferi (2º doppiaggio), Dragon Ball Z - La storia di Trunks (2º doppiaggio)
- Kazuha Toyama in Detective Conan - La mappa del mistero, Detective Conan - Requiem per un detective, Detective Conan - ...e le stelle stanno a guardare
- Winry Rockbell in Fullmetal Alchemist - The Movie: Il conquistatore di Shamballa, Fullmetal Alchemist - La sacra stella di Milos
- Miwako Sato in Detective Conan - Solo nei suoi occhi
- Irene Adler in Detective Conan - Il fantasma di Baker Street
- Reiko Akiba in Detective Conan - La musica della paura
- Bunny Tsukino/Sailor Moon/Principessa Serenity in Il primo amore di Amy
- Shion in Naruto Shippuden - L'esercito fantasma
- Haruka Uchiha e Kushina Uzumaki in Naruto - La via dei ninja
- Mima in Perfect Blue
- Carol in Pokémon 2 - La forza di uno
- Signorina Keiko in Beyblade - The Movie
- Sora Hasegawa in Oh, mia dea! - The Movie
- Principessa Kyla in Delgo e il destino del mondo
- Betty Boop in Betty Boop - Il film e Betty Boop 2 - Una ragazza incantata
- Mito in Hunter × Hunter
- Maggie Magma in Concerto di Natale con i Flintstones
- Rosa in One Piece - L'isola segreta del barone Omatsuri
- Nefertari Bibi in One Piece - Un'amicizia oltre i confini del mare
- Lasty Farson in Castigo Celeste XX Angel Rabbie
- Cheerilee in My Little Pony - Il festival dei desideri d'inverno
- Lalà in Ma che magie Doremì - Il cuore delle streghe
- Angela in Il paradiso delle dee
- Snookie in Aloha, Scooby-Doo!
- Janet in Time Bokan - Le macchine del tempo
- Lala in Slayers - La città dei Golem
- Dee-Dee in Il laboratorio di Dexter - Viaggio nel futuro
- June in Sol Bianca - L'eredità perduta
- Luce in Rayearth - Il sogno di Emeraude
- Shizuna Namino in Space Pirate Captain Herlock - The Endless Odyssey
- Dorothy in Ritorno a Oz
- Toola in Origine
- Bambina in La grande caccia all'Uovo di Pasqua

### OAV
- Hikaru Hiyama negli OAV di Orange Road (secondo doppiaggio)
- Nagisa Shiowatari nel terzo OAV di Lamù, "Fidanzati sulla Spiaggia"
- Nalia nel secondo OAV di I cinque samurai, "La Leggenda dell'Imperatore Splendente"

### Cortometraggi
- Sofia Sartor in Assassin's Creed: Embers[1]

### Serie animate
- 3x3 occhi: Ken Ken
- Akubi Girl: Koron Nemuta
- Angel's Friends: Ginevra
- Animali in mutande: Slot
- ARIA (voce di Alicia Florence)
- Armitage III: Segretaria
- Bakugan - Battle Brawlers: Runo Misaki
- Bastard!! - L'oscuro dio distruttore: Madre di Kall-Su
- Batman of the Future: Melanie Walker
- Beethoven: Ryce Newton
- Beyblade: Sig. Na Keiko
- Bleach: Yoshi
- Cantiamo insieme: Agata
- Castigo Celeste XX Angel Rabbie: Lasty Farson
- Castlevania: Nocturne: Tera
- Cenerentola: Cenerentola
- City Hunter: Irma, Rose (ep. 47-48)
- Claymore: Sophia
- Cortili del cuore: Melissa Jasper
- Cosmowarrior Zero: Marina Oki
- Cuccioli cerca amici - Nel regno di Pocketville: Mela
- Demon Slayer: Kye Kamado
- La stirpe delle tenebre: Tsubaki
- Detective Conan: Miwako Sato (ep. 156-278), Kazuha Toyama (ep. 151-179 e dal 282 in poi)
- Dino: Stay Out!: Fred Flintstone
- Doraemon (sia serie del 1979 che serie del 2005): Haiza Honekawa (mamma di Suneo)
- Dragon Ball, Dragon Ball Z, Dragon Ball GT, Dragon Ball Super: Chichi
- Drawn Together: Ni-pul, Daphne Blake
- Emma - Una storia romantica: Mrs Trollope/Aurelia Jones
- È un po' magia per Terry e Maggie: Marie (2ª voce)
- È piccolo, è bionico, è sempre Gadget: Heather
- Fiocchi di cotone per Jeanie: Kathy, Bessie
- Il torero camomillo: Camilla Camomillo
- Forza campioni: Miriam
- Fullmetal Alchemist, Fullmetal Alchemist: Brotherhood: Winry Rockbell
- Gaiking - Legend of Daiku-Maryu: Lulu Arjes
- Gemelli nel segno del destino: Paulette
- Gira il mondo principessa stellare: Sayaka Toukichi
- Gli Orsetti del Cuore, Gli orsetti del cuore - Benvenuti a Tantamore, Gli orsetti del cuore e i loro cugini: Generorsa
- Godannar: Konami Sasagure
- Golden Boy: Programmatrice (ep. 1), Chie (ep. 6)
- I cavalieri del drago: Lilibeth
- I segreti dell'isola misteriosa: Principessa
- Il calendario dell'avvento: Leo, Aurora, Mélodie, Melissa, Rosa Rossa
- Il Conte di Montecristo: Haydee
- Il cuore di Cosette: Cosette
- Rossana: Nelly Akito (2ª voce)
- Il girotondo rotondo di Onchan: Ok-chan
- Il paradiso delle dee: Angela
- Il principe del tennis: Sakumo Ryuzaki
- Il segreto della sabbia: Jane Buxton
- Inferno e paradiso: Mana Kuzunoha
- Insuperabili X-Men: Lady Deathstrike ed Emma Frost
- I.R.I.A - Zeiram the Animation: Kei
- Jewelpet: Diana
- Justice League: Dinah Laurel Lance/Black Canary
- Juuni Senshi Bakuretsu Eto Ranger: Principessa Aura
- Keroro: Angol Mois
- L'irresponsabile capitano Tylor: Kim Kyung Hwa
- L'ispettore Gadget: Penny
- La leggenda di Biancaneve: Cathy
- Le fiabe più belle: Bella, Marujana, Costanza, Principessa, Clara e personaggi vari
- Le storie di Anna: Anna
- Let's & Go - Sulle ali di un turbo: Maki, tata di Kikka
- Lisa e Seya un solo cuore per lo stesso segreto: Mara/Sara
- Lost Universe: Neena Marcury
- Magic Knight Rayearth: Luce (1º doppiaggio)
- Magica Doremì: Lalà
- Marmalade Boy - Piccoli problemi di cuore: Miki
- Mermaid Melody - Principesse sirene: Lucia Nanami
- Mew Mew - Amiche vincenti: Lory/Mew Lory
- Mimì e la nazionale di pallavolo: Annabella (doppiaggio 1995)
- Mirmo: Manuela
- Miss Spider: Sawyer/Beetrice
- My Little Pony - L'amicizia è magica: Sassy Saddles
- Najica Blitz Tactics: Reina
- Naruto: Haruka Uchiha
- Naruto Shippuden: Haruka Uchiha, Kushina Uzumaki (ep. 282, 349+)
- Nel covo dei pirati con Peter Pan: Wendy Darling
- Old Tom: Lucy
- One Piece: Boa Hancock (da bambina), Rob Lucci (voce da ventriloquo tramite Hattori), Lil, Belladonna, Nefertari Bibi (1ª voce) e Nojiko (3ª voce), Roronoa Zoro (da bambino ep 39)
- Overlord: Mianatalon Fuviness
- Papyrus e i misteri del Nilo: Thety
- Patlabor: Noa Izumi
- Pippi Calzelunghe: Pippi Calzelunghe
- Pokémon Diamante e Perla: Gardenia
- Pokémon Diamante e Perla: Battle Dimension, Pokémon Diamante e Perla: Lotte Galattiche, Pokémon Diamante e Perla: I Vincitori della Lega di Sinnoh e Pokémon Nero e Bianco: Destini Rivali: Camilla
- Pokémon Nero 2 e Bianco 2: Rina
- Pretty Star - Sognando l'Aurora: Meganee Akai (ep. 8)
- Project ARMS: Hugo Gilbert
- Re Artù, King Arthur: Ginevra
- Sailor Moon: Bunny Tsukino/Sailor Moon/Principessa Serenity
- Sally la maga: Ku
- Shaman King: Jane Tao (ep. 46); Maya (ep. 49)
- Shin Hakkenden: madri di Ryu (ep. 1) e Saya (ep. 2-3)
- Shugo Chara! Doki: Lulu De Morcerf Yamamoto
- Simsalagrimm: Raperonzolo
- Sorridi, piccola Anna: Eliza Thomas
- Soul Taker: Maya Misaki
- Spicchi di cielo tra baffi di fumo: Angeletta
- Streghe per amore: Ayu
- Stoked - Surfisti per caso: Sig.ra Ridgemount
- T.U.F.F. Puppy: Kitty Katswell
- Tartarughe Ninja: Metania
- Temi d'amore fra i banchi di scuola: Mari
- That Time I Got Reincarnated as a Slime: Treyni
- Trollz: Amethyst
- Twin Princess - Principesse gemelle: Mirlo, Chiffon
- Un fiocco per sognare, un fiocco per cambiare: Himi/Himeko Nonohara
- Un regno magico per Sally: Ku
- Una classe di monelli per Jo: Nan
- Una Miss Scacciafantasmi: Okinu-Chan
- Una scuola per cambiare: Hilary
- Yu-Gi-Oh!: Serenity Wheeler (2ª voce)
- Yu-Gi-Oh! GX: Alice
- Yui - Ragazza virtuale: Vision
- W.I.T.C.H.: Elyon Portrait
- Webdiver: Rena

### Videogiochi
- Riven in League of Legends
- Elfo del Sangue femmina in World of Warcraft
- Theresa Faust in Le avventure di Lupin III: Il tesoro del Re Stregone (2002)[2]
- Lydia in Keepsake: Il mistero di Dragonvale (2006)
- Elesis in Elsword (2011)
- Sofia Sartor in Assassin's Creed: Revelations (2011)[1]
- Samantha Traynor in Mass Effect 3 (2012)
- Daisy Lee in Far Cry 3 (2012)[3]
- Ellen Dawkins in Beyond: Due anime (2013)[4]
- Clara, Isendra e Margaret in Diablo III: Reaper of Souls (2014)[5]
- Clara Lille in Watch Dogs (2014)
- Orisa in Overwatch (2016),[6] Overwatch 2 (2022)[7]
- Audrey Callahan III, Orfanello e Aubrey in Borderlands 2 (2019)[8]
- Gillean Jordan in Cyberpunk 2077 (2020)[9]
- Incantatrice in Diablo II: Resurrected (2021)[10]